# Alonso Fernández de Madrigal

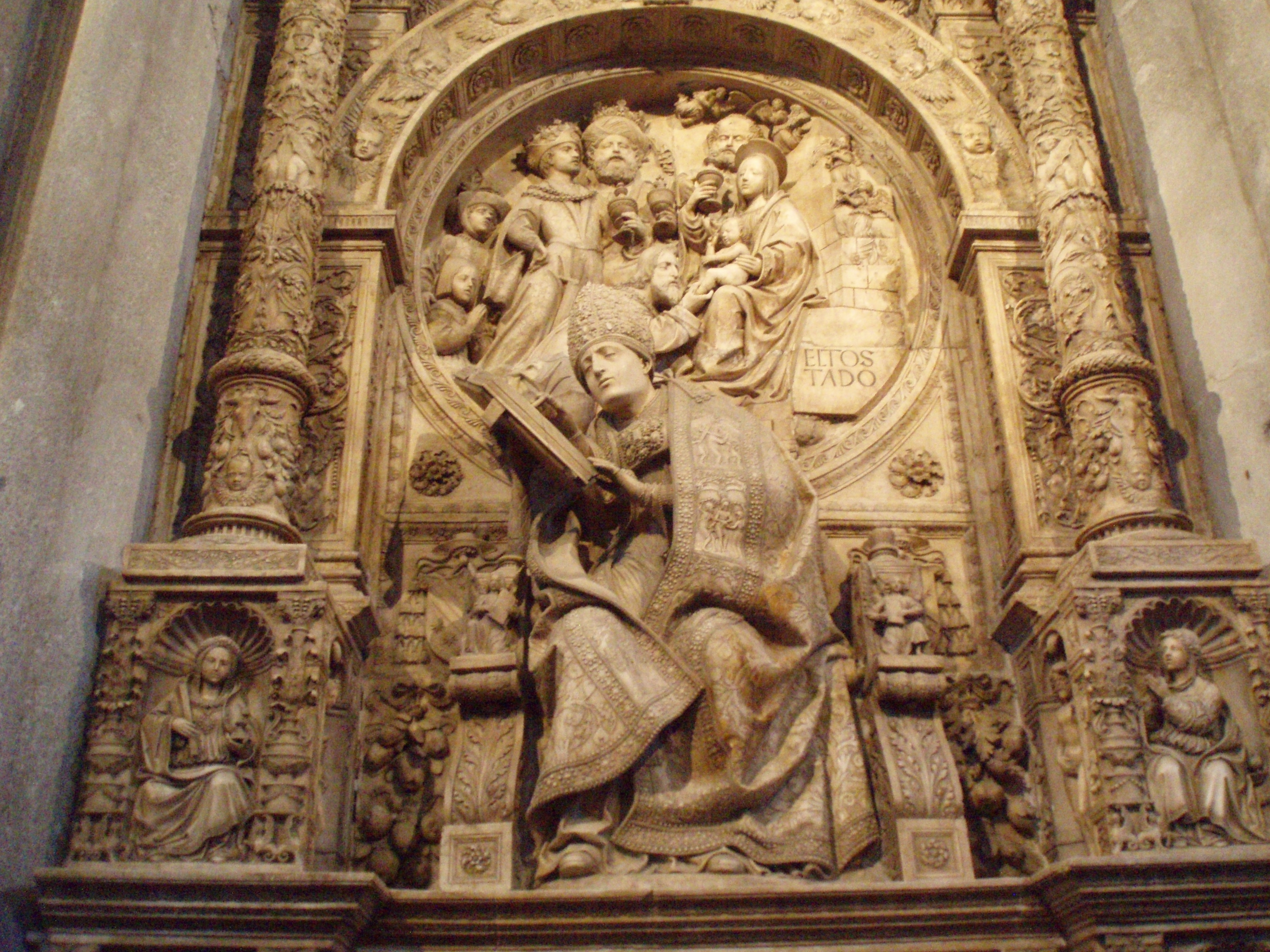
Sepulcre d'Alonso Tostado a la catedral d'Àvila.

Alonso Fernández de Madrigal (Madrigal de las Altas Torres, c.1400/10-Bonilla de la Sierra, 3 de setembre de 1455) dit «el Tostado» o «el Abulense» va ser un religiós i erudit castellà, bisbe d'Àvila entre 1454 i 1455.
Inicià els seus estudis amb els franciscans estudiant gramàtica. Després, va estudiar arts, teologia i dret a la Universitat de Salamanca. Conegut per la seva extraordinària memòria, va acumular un gran saber i fou un gran coneixedor del llatí, el grec i l'hebreu, de fet, als vint-i-dos anys ja donava conferències a un ampli públic atret pel seu vast coneixement i era conegut com a «savi» i com a «biblioteca ambulant». A més, fou professor de llengües a la universitat, així com de filosofia moral, teologia, poètica i exegesi bíblica, i arribà a ser rector del Col·legi de San Bartolomé.
Va assistir al Concili de Basilea, i poc després, el 1443, per encàrrec de Joan II de Castella, va viatjar a la cort papal de Siena el 1443, on va defensar 21 tesis sobre qüestions teològiques, algunes d'elles consideres herètiques i temeràries, tres de les quals relatives al perdó dels pecats i a la data de mort de Crist que no va agradar a Eugeni IV, que encarrega la refutació al que serà el gran contrincant de Tostado, Juan de Torquemada. Finalment no aconseguí refutar-lo, però va motivar que li contestès Madrigal en l'obra Defensorium trium propositionum. En tornar a Castella, va ser nomenat membre del Consell Reial el 1444, i a instàncies del rei el 1454 va ser nomenat bisbe d'Àvila, on va romandre fins a la seva mort el 1455. El seu sepulcre és una destacada obra renaixentista, obra de Vasco de la Zarza.
Va tenir una intensa activitat literària tot i la seva curta vida. Va escriure més de quinze grans volums, que va donar a l'expressió «escribir más que el Tostado», que s'inicià el 1432 amb el comentari Postilla brevis sobre el pentateuc, i serà el primer d'una sèrie d'escrits en llatí sobre els llibres de la Bíblia. Destacà també en la seva activitat traductora i les seves reflexions sobre la traducció, per exemples d'obres traduïdes antigament, i que ell traduí al castellà, com el Chronici canones, traducció llatina de sant Jeroni de l'original grec d'Eusebi de Cesarea.